# Soleczniki (gmina)
Gmina Soleczniki (lit. Šalčininkų seniūnija) – gmina na Litwie, w okręgu wileńskim, w rejonie solecznickim.

## Miejscowości
Miejscowości w gminie Soleczniki: Angleniszki, Anuliszki, Bohusze Małe, Bohusze Wielkie, Brusznika-Pasieka, Budojcie, Czauszkle, Czerwona Łuża, Gaściewicze, Huta (chutor), Huta (gmina Soleczniki), Jackany (rejon solecznicki), Jeglimońce, Jundzieliszki (gmina Soleczniki), Kierdziejowce, Klin (Litwa), Marusino, Mikontany, Milwidy, Nowokiemie, Nowosiady (gmina Soleczniki), Piepie, Pietraszki (Litwa), Pogiry (rejon solecznicki), Pokusa (wieś), Powisińcze, Pundeliszki, Rogożyszki, Sangiełowszczyzna, Skubiaty, Sokoleńszczyzna (okręg wileński), Soleczniki, Soleczniki (wieś), Soleczniki Małe, Szyrwie (okręg wileński), Tartak (gmina Soleczniki), Tataryszki, Trokienie, Wincepole, Załamanka, Zawiszańce, Zielenkowo.